# Rodrigo Fabri
Rodrigo Fabri (15 de enero de 1976; Santo André, São Paulo) es un exfutbolista y dirigente brasileño. Jugaba de mediocentro ofensivo.

## Trayectoria
Comenzó su carrera en 1995 jugando para Portuguesa. Jugó en el club hasta 1997, siendo subcampeón del Campeonato Brasileño de 1996, clave para el equipo durante esta etapa.
En ese año se fue a España para jugar en el Real Madrid. donde estuvo hasta 2003 y no jugó ni un solo minuto. Fue cedido a un equipo diferente durante cinco años, ganándose el apodo de "eterno cedido". 
En 1998 se fue a préstamo a Flamengo, y en 1999 a Santos. Ese mismo año pasó al Real Valladolid, donde jugó hasta mediados del año 2000.
Más tarde ese año se fue a Portugal para formar parte del plantel de Sporting Lisboa, también en calidad de cedido. Estuvo ligado a ese equipo hasta 2001. En ese año regresó a Brasil para sumarse a las filas del Grêmio, en donde juega hasta 2002, teniendo un buen paso, especialmente en la Libertadores. En 2003 regresó a España para unirse al Atlético de Madrid, con el que jugó hasta 2004. En ese año regresó a Brasil, en donde integró el plantel de Mineiro. Estuvo ahí hasta 2005.
En 2006 pasó a São Paulo, en 2007 a Paulista, y más tarde en 2008 pasó a Figueirense. Jugó ahí hasta 2009. En ese año se pasó al Santo André, en donde se retiró del fútbol.

## Selección nacional
Ha sido internacional con la Selección de fútbol de Brasil entre 1996 y 1997.

## Clubes
| Equipo                      | País     | Año       |
| --------------------------- | -------- | --------- |
| Portuguesa                  | Brasil   | 1995-1997 |
| Real Madrid                 | España   | 1998-2002 |
| Flamengo (cedido)           | Brasil   | 1998      |
| Santos (cedido)             | Brasil   | 1999      |
| Real Valladolid (cedido)    | España   | 1999-2000 |
| Sporting de Lisboa (cedido) | Portugal | 2000-2001 |
| Grêmio (cedido)             | Brasil   | 2001-2003 |
| Atlético de Madrid          | España   | 2003-2004 |
| Atlético Mineiro            | Brasil   | 2004-2005 |
| São Paulo                   | Brasil   | 2006-2007 |
| Paulista                    | Brasil   | 2007      |
| Figueirense                 | Brasil   | 2008      |
| Santo André                 | Brasil   | 2009      |